# Harry Larsson
Lars Harry Larsson (ur. 17 grudnia 1888 w Torp, zm. 1 listopada 1976 w Uniondale) – szwedzki zapaśnik walczący w stylu klasycznym. Olimpijczyk ze Sztokholmu 1912, gdzie zajął dziewiąte miejsce w wadze piórkowej.
Mistrz kraju w 1910, 1914, 1915 i 1916 roku.

## Letnie Igrzyska Olimpijskie 1912
| Konkurencja          | Rundy eliminacyjne   | Rundy eliminacyjne  | Rundy eliminacyjne          | Rundy eliminacyjne   | Rundy eliminacyjne     | Klas. końcowa |
| Konkurencja          | Przeciwnik I         | Przeciwnik II       | Przeciwnik III              | Przeciwnik IV        | Przeciwnik V           | Miejsce       |
| -------------------- | -------------------- | ------------------- | --------------------------- | -------------------- | ---------------------- | ------------- |
| 60 kg styl klasyczny | Konrad Stein (GER) Z | Arvo Kangas (FIN) Z | Aleksandr Akondinow (RUS) Z | Otto Lasanen (FIN) P | Kalle Leivonen (FIN) P | 9.            |